# マニカルニカ ジャーンシーの女王
『マニカルニカ ジャーンシーの女王』（マニカルニカ ジャーンシーのじょおう、Manikarnika: The Queen of Jhansi）は、2019年に公開されたインドの歴史ドラマ映画。インド大反乱の女性指導者ラクシュミー・バーイーを描いている。ラーダ・クリシュナ・ジャガルラームディ（クリシュ）とカンガナー・ラーナーウトが共同監督、V・ヴィジャエーンドラ・プラサードが脚本を手掛け、カンガナーが主演を務めた。
2019年1月18日にラシュトラパティ・バワンで特別上映が行われ、インド大統領ラーム・ナート・コーヴィンドが出席した。上映終了後、コーヴィンドはスタッフとキャストに対して祝辞を贈っている。同月25日にヒンディー語、テルグ語、タミル語版が50か国3700スクリーンで公開された。映画は国際市場で広く受け入れられ、批評家から絶賛された。

## ストーリー
ヴァーラーナシーで生まれた少女マニカルニカは、マラーター王国の元宰相バージーラーオ2世と実父モーロパントの教育を受け、バージーラーオ2世の住むビトゥールで育った。成長したマニカルニカは武芸に秀でた女性となり、ジャーンシー藩王国の大臣ディクシトから藩王ガンガーダル・ラーオとの結婚を申し込まれる。結婚を承諾したマニカルニカはジャーンシーの人々に祝福される中で、ガンガーダルから新たに「ラクシュミー」の名前を授けられる。同じころ、イギリス東インド会社と結託して藩王位を狙う王弟サダーシヴは、イギリス軍将校たちと陰謀を企てていた。藩王妃となったラクシュミーは王宮ジャーンシー城に留まらず領内を巡り、サングラム・シンやジャルカリたちとの出会いを通し、領内を我が物顔で振る舞うイギリスの姿を目の当たりにする。
そんな中、ラクシュミーは王子ダーモーダルを出産するが、ダーモーダルは夭折し、夫ガンガーダルも病で衰弱していく。息子を喪い悲観に暮れるラクシュミーに対し、ガンガーダルは併合を目論むイギリスからジャーンシーを守るため、養子を迎えようと提案する。養子にはサダーシヴの息子が決まっていたが、最終的に養子になったのはラクシュミーの側に歩み寄った別の子供だった。ガンガーダルは養子となった子供に「ダーモーダル」の名前を授けるが、決定に反発したサダーシヴはラクシュミーへの服従を拒否して国外追放される。数か月後、ガンガーダルが病死してラクシュミーが摂政としてジャーンシーの国事を掌握するが、イギリス東インド会社は「失権の原理」を口実にジャーンシーの併合を画策する。総督ダルハウジー侯爵の指令を受けたゴードン少将の部隊が王宮を制圧すると、ラクシュミーは服従を拒否して王宮を退去する。退去する彼女の元にはジャルカリたちが集まり、ラクシュミーは群衆を引き連れて野に下った。
1857年。インド大反乱が勃発し、ジャーンシーではサングラム・シンが蜂起してイギリス軍本部を攻略し、ゴードン少将を殺害する。駆け付けたラクシュミーはゴードン少将の妻子を保護するように指示して王宮を奪還するが、妻子はイギリス東インド会社に身を寄せていたサダーシヴによって殺害され、ラクシュミーの犯行に偽装される。総督カニング卿は本国政府に打診してヒュー・ローズ卿を司令官に迎え、ラクシュミー討伐の指揮を命じる。イギリス軍の攻撃に備えるため、ラクシュミーはジャーンシー軍の他に女性たちを集めて訓練を始める。ローズ卿はジャーンシー城を攻撃するが、ラクシュミーの反撃に遭い敗退し、ローズ卿はラクシュミーへの雪辱を誓う。彼はサダーシヴの情報を基に城壁を破壊してジャーンシー城内に進軍し、圧倒的な兵力差で城内を攻略する。ジャーンシー軍はガウス・カーンが戦死し、ラクシュミーはダーモーダルを連れて城を脱出する。ジャルカリは時間を稼ぐためラクシュミーに扮して夫プーランと共にイギリス軍の注意を引きつけ、イギリス兵を巻き添えに爆死する。一方、ローズ卿は用済みとなったサダーシヴを拘束する。
カールピーに辿り着いたラクシュミーは剣術の師であるタンティヤ・トーペーと合流し、グワーリヤル城を無血開城してマラーター王国の再興を宣言する。ローズ卿は部隊を増強してグワーリヤルに進軍し、ラクシュミーは侍女カシバーイーにダーモーダルを託して決戦に挑む。ラクシュミーの部隊はイギリス軍の大軍に圧倒され、ラクシュミーも狙撃され重傷を負う。ラクシュミーの首を狙いローズ卿が迫る中、彼女は戦士としての気高い死を選び、自ら炎に身を包む。大反乱鎮圧後、降伏したダーモーダルは貧困と病気に苦しみながらも1903年まで生き、サダーシヴは1870年に処刑され、戦死したガウス・カーンはジャーンシー城に埋葬された。ローズ卿は後に自叙伝を執筆し、ラクシュミーの武勇を賞賛した。

## キャスト
| - ラクシュミー・バーイー（マニカルニカ） - カンガナー・ラーナーウト - サダーシヴ・ラーオ - モハンマド・ジーシャン・アユーブ - タンティヤ・トーペー - アトゥル・クルカルニー - ガンガーダル・ラーオ - ジーシュ・セーングプタ - ヒュー・ローズ卿 - リチャード・キープ - 宰相バージーラーオ2世 - スレーシュ・オベロイ - ディクシト - クルブーシャン・カルバンダー - ガウス・カーン - ダニー・デンゾンパ - ゴードン少将 - エドワード・ソネンブリック - ニコラス少将 - ダニエル・オカーン - プーラン・シン - ヴァイバブ・タトワワーディー - ジャルカリ・バーイー - アンキター・ローカンデー - ラーオ・トゥラ・ラーム - ヤシュ・トンク | - ダルハウジー侯爵 - スコット・ノックス - カニング卿 - R・バークティ・クライン - カシバーイー - ミシュティ - ムンダル - ウンナティ・ダヴァラ - ジャーンシー王太后 - スパルナ・マールワー - ダーモーダル・ラーオ - アラーヴ・ジャイシュワル - グワーリヤル藩王 - ラヴィ・プラカーシュ - サングラム・シン - タヒール・シャビル - モーラパント - マニーシュ・ワドワー - ティール・シン - ナルニーシュ・ニール - ナーナー・サーヒブ - ヴィクラム・コーチャル - ピル・アリー - アニル・ジョージ |

## 製作

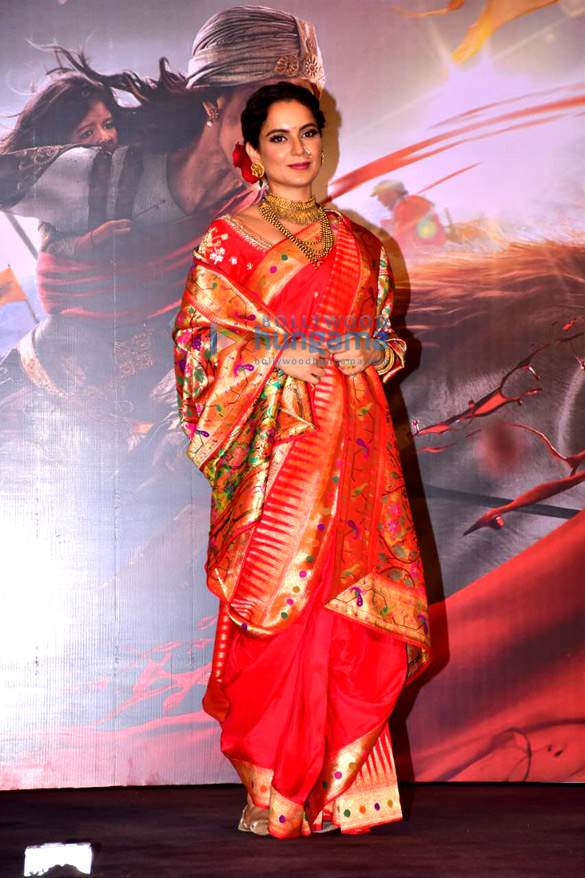
カンガナー・ラーナーウト

V・ヴィジャエーンドラ・プラサードはラクシュミー・バーイーを主人公とした新作映画を製作するため、歴史映画の監督実績があるクリシュにオファーを出した。オファーを受諾したクリシュはラクシュミー・バーイーに関する20冊近い書籍を読んで理解を深め、ヴィジャエーンドラ・プラサードに対して「マニカルニカ」というタイトルを提案して採用されている。プロダクションデザイナーとしてスカント・パニグラヒー、シュリラーム・アイエンガル、スジート・サワントが参加している。シュリラームとスジートはバージー・ラーオとマスターニーを描いた『バージーラーオとマスターニー』でもプロダクションデザイナーを務めている。サウンドトラックの作曲はシャンカル＝イフサーン＝ロイ、作詞はプラスーン・ジョーシーが手掛け、映画音楽の作曲はサンチット・バルハラとアンキット・バルハラが手掛けている。
2018年10月から主要撮影が始まり、ハイデラバードでは大規模な戦闘シーンが撮影され、この他にジャイプル・ジョードプルなどでも撮影が行われた。ポストプロダクションの作業中、クリシュは途中から『N.T.R: Kathanayakudu』の撮影に取り掛かるため製作から離れた。彼によると離脱後は助監督が撮影を引き継ぐ予定だったが、突然主演のカンガナー・ラーナーウトが監督を引き継ぎ、共同監督としてクレジットされることになったという。当初のクレジット順は「クリシュ、カンガナー・ラーナーウト」だったが、最終的に「カンガナー・ラーナーウト、クリシュ」の順に変更された。また、クリシュのクレジット名は宣伝ポスターの時点では「クリシュ」だったが、予告編では彼に無断で本名の「ラーダ・クリシュナ・ジャガルラームディ」に変更されている。
カンガナーは監督を引き継いだ際に大幅な再撮影を行い、サダーシヴ役を務めたソーヌー・スードの登場シーンを全て削除し、代わりにモハンマド・ジーシャン・アユーブをサダーシヴ役に起用して再撮影を行った。このためソーヌー・スードは降板することになり、同時にサダーシヴの妻役を演じたスワティ・センワルも降板した。また、アトゥル・クルカルニーやダニー・デンゾンパ、スレーシュ・オベロイ、クルブーシャン・カルバンダー、ミシュティなど他の主要キャストの登場シーンも大幅にカットしている。クリシュによると、完成版の70%は彼が撮影したシーンで構成されており、「歌のシークエンスとラクシュミーが虎を射抜くシーンは自分が撮影したシーンではない」と語っている。彼はカンガナーの再撮影について、「私は純金を作った。彼女はそれを銀に変えてしまった」と不満を述べている。

## 公開
2018年8月15日に最初の映画ポスターが公開され、10月2日に短編予告が公開された。12月18日には長編予告が公開されている。2019年1月4日にはタミル語版、テルグ語版の映画ポスターが公開され、同時に2言語版の予告編がチェンナイとハイデラバードで公開された。同月9日には映画音楽がリリースされ、同日にはビデオソング「Vijayi Bhava」、11日にはYouTubeで映画音楽の全曲がリリースされた。また、ジー・スタジオのFacebookページで場面写真が公開された。
『マニカルニカ ジャーンシーの女王』は中央映画認証委員会から「U/A」認証を受け、2019年1月25日に公開された。映画はヒンディー語版、タミル語版、テルグ語版の3言語版が50か国3700スクリーンで上映されている。

## 評価

### 興行収入
デジタル配信権はAmazonプライム・ビデオが4億ルピーで、衛星放送の権利は2億5000万ルピーで購入している。劇場配給の権利は6億5000万ルピーで売却された。『マニカルニカ ジャーンシーの女王』は公開初日の国内興行収入は8750万ルピーを記録した。公開2日目は共和国記念日と重なり、興行収入は1億8100万ルピーを記録している。公開3日目の興行収入は1億5700万ルピーを記録し、公開初週末の累計興行収入は4億2550万ルピーとなり、女性を主人公とした映画作品の歴代公開初週末興行成績を更新した。公開第1週の興行収入は6億1150万ルピーとなり、ボリウッド・ハンガマの発表では国内累計興行収入は9億2190万ルピー、海外累計興行収入は2億4110万ルピーとなっている。最終的な合計興行収入は13億2950万ルピーとなっている。

### 批評
Rotten Tomatoesには9件の批評が寄せられ、支持率56%となっている。タイムズ・ナウのシバージー・ロイチョウダリーは4/5の星を与え、「全体的に『マニカルニカ ジャーンシーの女王』には多くの秀逸なシーンがあり、スクリーンに釘付けにさせる十分な情熱が存在します。カンガナーのジャーンシーのマニとしての演技には大変な価値があります。共和国記念日を愛国的に感じ、視覚的に素晴らしい映画を観たいと思っているならば、友人や家族を連れてこの映画を観ることで楽しいひと時を劇場で過ごせるでしょう」と批評している。ボリウッドライフのトゥシャール・P・ジョーシーは3.5/5の星を与え、「カンガナー・ラーナーウトは戦姫ラクシュミー・バーイーの実話の物語で素晴らしい演技を見せてくれます」と批評した。同時に上映時間の長さを問題視し、さらに編集と歌のシークエンスを批判している。
デイリー&アナライシスのミーナ・アイヤールは4/5の星を与え、カンガナーについて「勇敢な心を持つ女王。主人公と共同監督という2つの帽子を被ったカンガナーは、両方の分野で一定の成熟度を示しています」と批評し、助演俳優については短い出演時間の中でも注目に値する演技を見せたと批評している。映画全体については「その華麗さと戦争シークエンスのディティールは脚本に品質を与え、そのスケールに魅了されます。『バーフバリシリーズ』を書き上げたV・ヴィジャエーンドラ・プラサードは物語を魅力的に盛り上げ、プラスーン・ジョーシーは愛国心を燃え上がらせるような台詞と歌詞を書きました。"Vijayi Bhava"や"Bhara"のような曲は民族主義的感情を掻き立てます。戦争シークエンスはハリウッドから招いたニック・パウエルとトドール・ラザロフ、そしてデシのアクションコーディネーターであるリヤーズとハビビによって上品に飾り付けられています」と称賛している。
ザ・タイムズ・オブ・インディアのローナク・コテーチャは3.5/5の星を与え、カンガナーの演技を「全てのフレームであなたの注意を惹きつけます……カンガナーは容易にマニカルニカを生き返らせた」と称賛している。一方、助演俳優の埋没感と映画の前半が長過ぎることに苦言を呈し、映画には壮大さがある反面「必要な豪華さと策略」が欠けていると指摘した。また、プラスーン・ジョーシーの台詞はインパクトが強く、映画音楽も力強いと賞賛したが、上映時間の長さについては「物語のペースを弱める」ように感じたと指摘している。
ハリージ・タイムズのアニタ・アイヤールは3.5/5の星を与え、カンガナーの「胆力がある激しい演技」は彼女の役に正義を与え、映画は時代の暴力の闘争を繊細に描いていると批評した。彼女は映画が観客に「フェミニズムを強制」せず、その考えを物語や事件の中に自然に織り交ぜている点を賞賛している。また、映画は視覚的には豪華さに欠けるが、力強い台詞、優れた脚本と演技によって欠点を補っていると指摘した。助演俳優の中ではアンキター・ローカンデーの演技が際立つシーンが所々にあり、シャンカル＝イフサーン＝ロイの曲も力強く人々を奮い立たせ、終盤近くでよく使われていると批評している。
アヌパマ・チョープラーは3/5の星を与え、カンガナーの演技を高く評価したものの、脚本が助演俳優にキャラクター性を構築する機会を与えていない点、及び低水準なCGIの使用（特に戦闘シークエンスでのCGI）と2時間28分という許容し難い上映時間の長さを酷評している。ザ・ヒンドゥーのナムラタ・ジョーシーは、「『マニカルニカ ジャーンシーの女王』では『ラガーン』や『Rang De Basanti』のような創意工夫、インスピレーションまたはイマジネーションが提示されていない」と批評している。
タラン・アダルシュは3.5/5の星を与え、「スケールとソウルを持つ感動的な映画。カンガナーに敬意を払う、あなたは素晴らしい。映画前半はよりタイトになっている。映画後半は畏敬の念を抱かせる。クライマックスは素晴らしいです。力、誇り、愛国心…全てが揃っている」と批評している。ラーフル・アイジャズは3.5/5の星を与え、エクスプレス・トリビューンに批評を寄稿してカンガナーの女優・共同監督としての役割を高く評価し、映画は「ワン・ウーマン・ショー」であると述べている。

### 受賞・ノミネート
| 映画賞                             | 部門       | 対象                     | 結果       | 出典          |
| ---------------------------------- | ---------- | ------------------------ | ---------- | ------------- |
| 第26回スター・スクリーン・アワード | 主演女優賞 | カンガナー・ラーナーウト | ノミネート |               |
| 第65回フィルムフェア賞             | 主演女優賞 | カンガナー・ラーナーウト | ノミネート | [ 54 ] [ 55 ] |
| 第65回フィルムフェア賞             | 衣装賞     | ニーター・ルッラー       | ノミネート | [ 54 ] [ 55 ] |
| 第67回国家映画賞                   | 主演女優賞 | カンガナー・ラーナーウト | 受賞       | [ 56 ]        |

## シリーズ化構想
カンガナーとプロデューサーのカマル・ジャインは、カシミールの女王ジダを主人公にした『Manikarnika Returns: The Legend of Didda』の製作を発表した。製作関係者によると、実在した女性の英雄を題材にした映画のフランチャイズ化を目指しているという。